# Barra de Guaratiba
Barra de Guaratiba est un quartier de la zone ouest de la ville de Rio de Janeiro, au Brésil.

## Présentation
Le quartier est essentiellement habité par des classes moyennes et fut habitée durant les années 1960 et 1970 par de nombreuses personnalités souhaitant fuir l'espace urbain oppressant du centre-ville de Rio. En particulier, l'artiste et paysagiste Roberto Burle Marx y habita, et à sa mort fit don de sa demeure à l'Institut du Patrimoine Historique et Artistique National. Son sitio reste encore aujourd'hui un point touristique majeur du quartier avec beaucoup d'œuvres personnelles et de collection de l'artiste.
La Réserve biologique de Guaratiba protégeant des mangroves intactes s'y trouve également. 